# Franz Levinson-Lessing
Franz Levinson-Lessing (på ryska Франц Левинсо́н-Ле́ссинг), född 25 februari (gamla stilen) 1861 i Sankt Petersburg i Kejsardömet Ryssland, död 25 oktober 1939 i Leningrad i Sovjetunionen, var en rysk geolog och petrograf. Han var initiativtagare till experimentell forskning i petrografi. Han var medlem av Sovjetunionens Vetenskapsakademi. 
En ö i Karahavet uppkallades efter honom: på ryska Ostrov Levinsona-Lessinga.